# Палафокс Портокарреро-и-Киркпатрик, Мария Франсиска
Мария Франсиска де Салес Портокарреро-и-Киркпатрик, также известна неофициально как Пако де Альба (исп. María Francisca de Sales Palafox Portocarrero y Kirkpatrick, Kirkpatrick, XII duquesa de Peñaranda de Duero, duquesa consorte de Alba; 29 января 1825, Гранада— 16 сентября 1860, Париж) — испанская аристократка, 16-я герцогиня Пеньяранда-де-Дуэро и грандесса Испании (1839—1860), герцогиня-консорт Альба-де-Тормес (1848—1860) через свой брак с Хакобо Фитц-Джеймсом Стюартом, 15-м герцогом Альба.

## Биография

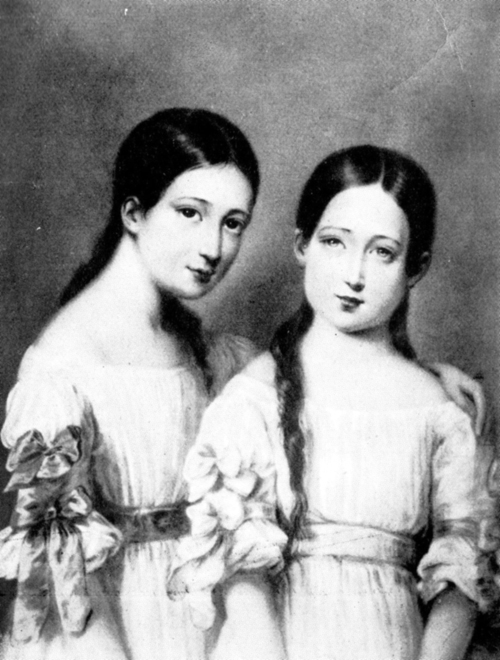
Сестры Франсиска и Евгения в детстве, 1836 год

Родилась 29 января 1825 года в Гранаде. Старшая дочь испанского гранда и офицера Киприано Палафокса-и-Портокарреро, 8-го графа де Монтихо (1784—1839), и его жены, Марии Мануэлы Киркпатрик (1794—1879), дочери шотландца по происхождению и консула США в испанском городе Малага Виллема Киркпатрика и его супруги Марии Франсуазы де Гриверни.
Её младшая сестра Мария Евгения де Монтихо (1826—1920) стала женой императора Франции Наполеона III и императрицей Франции (1853—1871).
В то время как Мария Франсиска была ребенком, её родители переехали из Испании во Францию. После смерти отца в 1839 году её мать вернулась в Испанию со своими дочерьми. Мария Мануэла отчаянно стремилась выдать своих дочерей замуж, Мария и Евгения стали известны в мадридском обществе как «las condesitas». Маркиз Альканьисес попросил своего старшего сына Хосе Осорио-и-Сильву, герцога Сесто (1825—1909), чтобы он взял на себя ответственность за представление сестер в обществе. В конце концов, герцог Сесто сам влюбился в Марию, они остались друзьями после её брака. Чтобы стать ближе к ней, он подружился с Евгенией, но она влюбилась в него, а когда узнала, что он не отвечает ей взаимностью, то попыталась покончить жизнь самоубийством с помощью отвара из фосфора и молока.
В 1839 году после смерти своего отца Мария Франсиска Палафокс Портокарреро-и-Киркпатрик, будучи старшей дочерью, унаследовала титулы 16-й герцогини Пеньяранда-де-Дуэро, 10-й маркизы Вальдеррабано, 17-й маркизы Вильянуэва-дель-Фресно и Баркарроты, 13-й маркизы Ла-Альгаба, 15-й маркизы Ла-Баньеса, 15-й маркизы Миральо, 14-й маркизы Вальдункильо, 9-й графини Монтихо, 17-й графини Миранда-дель-Кастаньяр, 18-й графини Фуэнтидуэнья, 13-й графини Касаррубиос-дель-Монте, 20-й графини Сан-Эстебан-де-Гормас и 18-й виконтессы Паласьос-де-ла-Вальдуэрна.

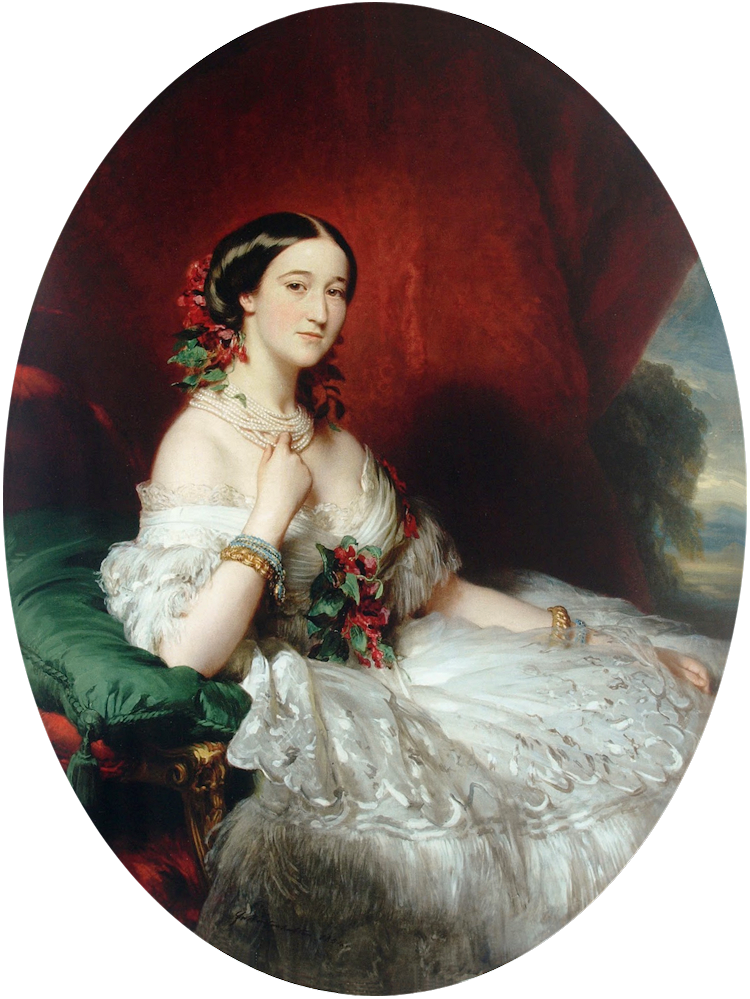
Пака, герцогиня Альба (портрет Франца Ксавьера Винтерхальтера, 1854 год)

Герцогиня Пеньяранда-де-Дуэро была дамой Ордена королевы Марии-Луизы.
В 1859 году у неё был диагностирован туберкулез, хотя на самом деле его симптомы можно было спутать с лейкозом. Её младшая сестра Евгения, императрица Франции, решила увезти её из Мадрида и поэтому отправила за ней яхту в Аликанте. В сопровождении своей матери (не знавшей о тяжести заболевания дочери) и лечащего врача Мария Франсиска переехала в Париж, где скончалась 16 сентября 1860 года в возрасте 35 лет. Её похороны состоялись через четыре дня в церкви Мадлен в Париже, откуда её останки перевезли в Мадрид. Там её друг, Хосе Осорио-и-Сильва, мэр Мадрида, организовал церемонию погребения в часовне Санта-Мария-ла-Антигуа (район Карабанчель), где сама Мария Франсиска изъявила желание быть похороненной. Позднее её тело было перезахоронено в родовой усыпальнице дома Альба в монастыре Инмакулада-Консепсьон, где и находится в настоящее время.

## Брак и дети
14 февраля 1848 года в Мадриде Мария Франсиска Палафокс Портокарреро-и-Киркпатрик вышла замуж за Хакобо Фитц-Джеймса Стюарта-и-Вентимилья, 15-го герцога Альба (3 июня 1821 — 10 июля 1881), старшего сына Карлоса Мигеля Фитц-Джеймса Стюарта-и-Сильвы (1794—1835), 7-го герцога де Лириа-и-Херика и 7-го герцога Бервик (1795—1835), 14-го герцога Альба-де-Тормес и 12-го герцога Уэскара (1802—1835), и Розалии Вентимилья-и-Монкада (1798—1868), принцессы ди Граммонте. Супруги имели в браке трех детей:
- Карлос Мария Фитц-Джеймс Стюарт-и-Палафокс (4 декабря 1848 — 15 октября 1901), 16-й герцог де Альба (1881—1901). Женат с 10 декабря 1877 года на Марии дель Росарио Фалко-и-Осорио, 12-й графине де Сируэла (1854—1904), 3 детей
- Мария Асунсьон Фитц-Джеймс Стюарт-и-Палафокс (17 августа 1851 — 14 сентября 1927), 3-я герцогиня де Галистео (с 1871), супруга с 20 октября 1873 года Хосе Месиа Пандо, мэра Мадрида и 4-го герцога де Тамамес (1853—1917), 6 детей.
- Луиза Мария Фитц-Джеймс Стюарт-и-Палафокс (19 октября 1853 — 9 февраля 1876), 19-я герцогиня де Монторо, жена с 2 октября 1875 года Луиса Фернандеса де Кордобы-и-Переса де Баррадаса, 16-го герцога Мединасели (1851—1879), брак бездетный.